# 張襄嬪
襄嬪張氏（じょうひん ちょうし、? - 1644年以降）は、明の泰昌帝の側室。

## 経歴
万暦年間、皇太子朱常洛（後の泰昌帝）の邸に入り、淑女（皇子の側女）となった。
万暦48年（1620年）7月、万暦帝の崩御により泰昌帝が即位するが、側室たちが妃嬪に封ぜられる間もなく、9月1日に崩じた。代わって天啓帝が即位すると、張氏らは乾西（侍女の居所）に追放された。
崇禎13年（1640年）、国事のストレスにさいなまれた崇禎帝は、実母の孝純太后（元は張氏と同じく泰昌帝の側室だった）への強い懐旧の念を抱いた。その肖像を描かせるため、張氏は召し出されて光廟襄嬪（泰昌帝の廟号の光宗による）の徽号を授けられた。甥の張士元は正六品錦衣衛百戸の位を授けられた。
崇禎17年（1644年）3月、李自成軍が皇宮に進入すると、張氏は実家へ逃れて避難した。清朝には、清朝政府から手当を受けて扶養された。

## 伝記資料
- 『清世祖実録』
- 『崇禎長編』